# Ein schrecklich reiches Paar
Ein schrecklich reiches Paar ist eine deutsche Filmkomödie von Neelesha Barthel aus dem Jahr 2017, die im Auftrag für das ZDF produziert wurde.

## Handlung
Millionärsgattin Eva Klüber wird mit der bevorstehenden Scheidung von ihrem Ehemann Rainer ihr gesamtes Vermögen entzogen. Als das junge Paar Ida und Franz Farbbomben an das Haus des Ehepaars wirft, weil Franz durch Klübers Investments arbeitslos wurde, inszeniert Eva Klüber ihre eigene Entführung durch die beiden, um doch noch an ihr Geld zu kommen. Voller Sorge um seine Frau erbettelt Klüber, dessen Firma inzwischen vor der Insolvenz steht, einen Millionenbetrag von seinem Freund Pepe. Der Geldkoffer wird schließlich von dem Paar erbeutet, das sich dann einige schöne Tage im Luxus gönnt. Mittellos nächtigen die Klübers in der bescheidenen Behausung des Paares. Hier hilft Klüber beim Bootsbau aus und entdeckt eine alte Leidenschaft in sich wieder. Nach einigen handfesten Streitereien übergeben Ida und Franz den Sack voller Geld wieder an die Klübers. Nach einiger Zeit erfährt Eva Klüber von ihrem plötzlichen Reichtum durch ihr Startup-Unternehmen und beginnt mit ihrem Ehemann ein neues Leben.

## Hintergrund
Ein schrecklich reiches Paar wurde unter dem Arbeitstitel (K)ein Talent für Liebe vom 5. Oktober 2016 bis zum 4. November 2016 in Berlin/Brandenburg und Umgebung gedreht. Für den Film zeichnete die Hager Moss Film GmbH verantwortlich. Der Film wurde am 11. Mai 2017 im ZDF erstausgestrahlt.

## Kritik
Für die Kritiker der Fernsehzeitschrift TV Spielfilm wurde in Ein schrecklich reiches Paar „beim amüsanten Aufeinanderprallen der grundverschiedenen Milieus […] von tief sitzenden Verletzungen, Sehnsüchten und Ängsten aller Beteiligten erzählt – natürlich mit Happy End!“. Der Film sei eine „sanfte Verliererposse mit guten Botschaften“. Sie vergaben ihm ihre bestmögliche Wertung, indem sie mit dem Daumen nach oben zeigten. In der Kritik des Lexikon des internationalen Films ist dagegen von einer überkonstruierten Fernsehkomödie und „mangelnde[r] Tiefe des Stoffs“ die Rede.